# Macroom
Macroom (iriska: Maigh Chromtha) är en småstad i västra delen av grevskapet Cork.  Staden ligger i dalen vid floden Sullane, ett biflöde av floden Lee som rinner ut i Atlanten i Cork. I Macroom finns "The Briery Gap", konsthall, konsertlokal, biograf.
Orten omnämns i låten Den artonde november av Ann Sofi Nilsson.